# Olle Laessker
Olle Laessker (* 2. April 1922; † 19. September 1992) war ein schwedischer Leichtathlet, der für Jönköpings AIF und für Gävle SGF startete.
Olle Laesskers Karriere dauerte von 1942 bis 1947. 1946 und 1947 war er schwedischer Meister im Weitsprung. Am 18. Juli 1946 stellte er mit 7,50 m einen schwedischen Rekord auf.
Die ersten Europameisterschaften nach dem Zweiten Weltkrieg fand vom 22. bis zum 25. August 1946 in Oslo statt und die schwedischen Leichtathleten waren die erfolgreichsten Teilnehmer. Olle Laessker gewann den Weitsprungwettbewerb mit 7,42 m und zwei Zentimeter Vorsprung auf den Schweizer Lucien Graff. Am Schlusstag gewann die schwedische 4-mal-100-Meter-Staffel in der Besetzung Stig Danielsson, Inge Nilsson, Olle Laessker und Stig Håkansson in 41,5 s vor der französischen Staffel (42,0 s). Während es bei den Frauen mit Fanny Blankers-Koen, Gerda Koudijs und Jewgenija Setschenowa gleich drei Doppelsiegerinnen gab, war Olle Laessker der einzige Doppeleuropameister 1946.

## Bestleistungen
- Weitsprung: 7,50 m (1946)
- 100-Meter-Lauf: 10,7 s (1945)
- 200-Meter-Lauf: 21,8 s (1945)
- 400-Meter-Lauf: 48,8 s (1945)